# Nearretocera
Nearretocera is een geslacht van vliesvleugeligen uit de familie bronswespen (Chalcididae). De wetenschappelijke naam van dit geslacht is voor het eerst geldig gepubliceerd in 1913 door Girault.

## Soorten
Het geslacht Nearretocera is monotypisch en omvat slechts de volgende soort:
- Nearretocera johnstoni Girault, 1913